# Monte Rena
Il monte Rena è una montagna delle Prealpi Bergamasche situata in valle Seriana e compresa tra i territori di Albino, Gazzaniga e Aviatico. Raggiunge la quota massima di 1143 metri s.l.m.

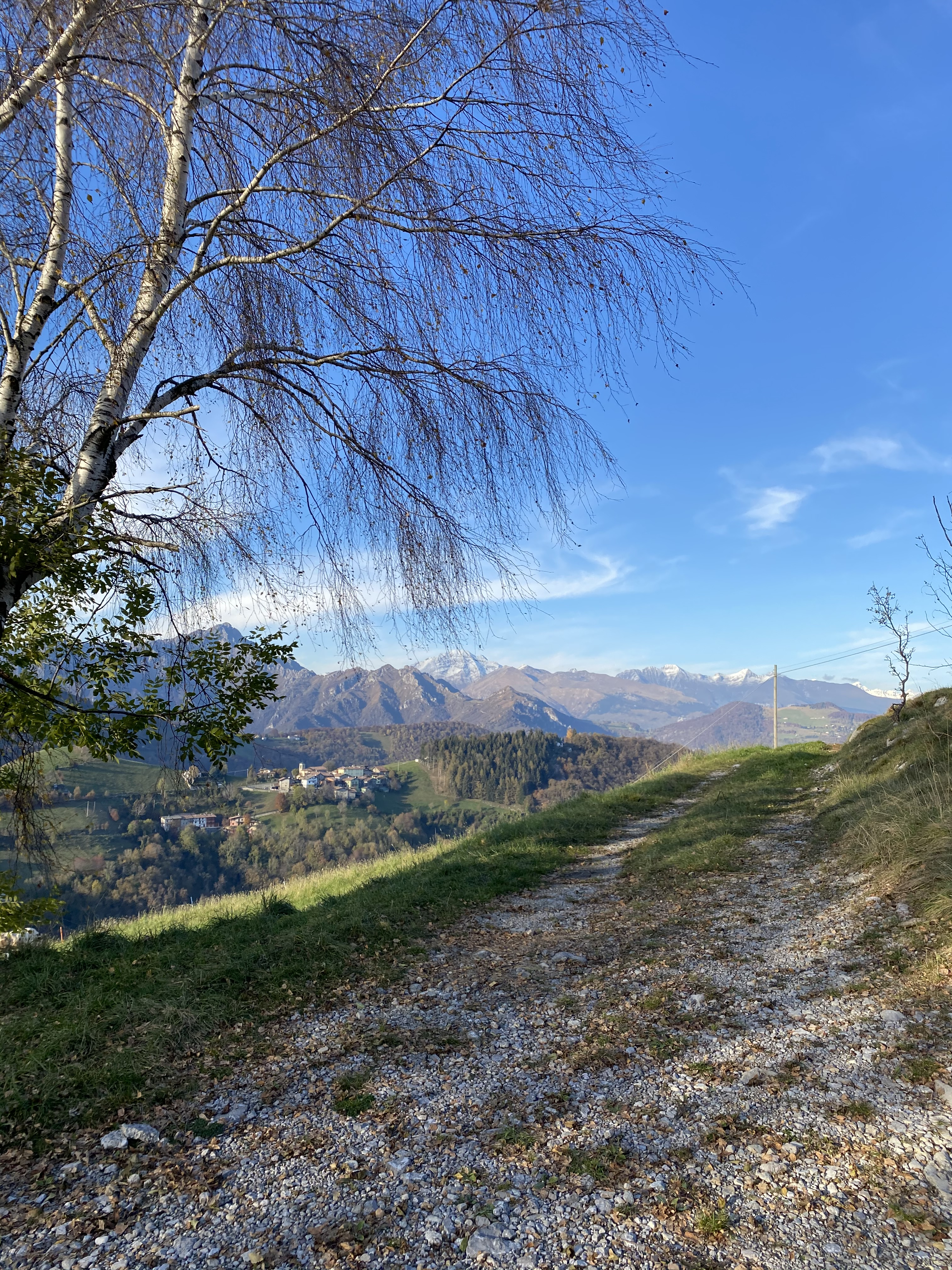
Ganda visto dal monte Rena

## Ripetitori
I 9 tralicci installati sulla cima del monte Rena garantiscono una copertura radiotelevisiva a tutta la media e bassa Val Seriana e un accesso alla rete di Eolo, oltre che una copertura di TIM, Vodafone e Zefiro Net per le vicinanze.
| Canale UHF | Multiplex trasmesso       |
| ---------- | ------------------------- |
| 22         | RL Lombardia 1 (EiTowers) |
| 23         | Dfree                     |
| 25         | Cairo Due                 |
| 26         | RAI Mux A                 |
| 30         | Rai MR01                  |
| 34         | RaiWay Lombardia (DL03)   |
| 36         | Mediaset 2                |
| 38         | Mediaset 3                |
| 40         | RAI Mux B                 |
| 44         | Persidera 1               |
| 45         | Persidera 3               |
| 46         | Mediaset 1                |
| 48         | Persidera 2               |

| Frequenza (MHz) | Stazione radio                  |
| --------------- | ------------------------------- |
| 87.7            | Radio Maria                     |
| 88.3            | Rai Radio 1                     |
| 89.6            | Radio Universal                 |
| 90.3            | Rai Radio 2                     |
| 90.6            | Radio Kiss Kiss                 |
| 91.3            | Radiofreccia                    |
| 91.8            | Radio Italia Anni 60            |
| 92.2            | Rai Radio 3                     |
| 92.5            | Radio Bruno                     |
| 92.7            | Radio 24                        |
| 93.6            | Radio Studio Più                |
| 95.0            | Radio Millenote                 |
| 95.4            | Discoradio                      |
| 96.1            | Radio Libera                    |
| 96.3            | Dimensione Suono Soft           |
| 97.3            | Radio Mater                     |
| 98.5            | Radio Italia Solomusicaitaliana |
| 100.6           | Like FM                         |
| 101.3           | R101                            |
| 101.9           | Radio Alta                      |
| 102.1           | RTL 102.5                       |
| 103.0           | Radio Zeta                      |
| 105.1           | Radio Number One                |
| 105.9           | Radio Monte Carlo               |
| 107.0           | Radio Deejay                    |
| 107.5           | Radio Dimensione Suono          |

| Operatore  | Bande attive                                                        | Settori |
| ---------- | ------------------------------------------------------------------- | ------- |
| TIM        | B8(GSM); B1, B3, B20, B28(LTE)                                      | 2       |
| Vodafone   | B8(GSM); B1, B3, B7, B20(LTE); N78(5G TDD)                          | 2       |
| Zefiro Net | B8(GSM); B8(3G); B1, B3, B7, B20, B38(LTE); N3(5G DSS); N78(5G TDD) | 3       |